# ショーン・マニオン
ショーン・マニオン（Sean Mannion、1956年10月6日 - ）は、アイルランドのプロボクサー。身長183cm。

## 来歴
1978年6月28日、アメリカ合衆国でプロデビュー。
1982年5月4日、USBA全米スーパーウェルター級王座に挑戦するも、4回TKO負け。
1983年5月20日、26戦26勝26KOの韓国選手の強打者白仁鉄とノンタイトルマッチで対戦し、判定勝ち。白にキャリア初黒星を与えた。
1984年10月19日、WBA世界スーパーウェルター級王座決定戦でジャマイカ選手のマイク・マッカラムと対戦し、0-3の大差判定負け。
1993年3月17日の試合を最後に引退した。